# MYSTIC STORY
MYSTIC STORY（韓語：미스틱스토리），舊名Mystic Entertainment，是韓國的一家演藝經紀企劃公司，由創作歌手、音樂製作人尹鍾信主導，作為包含音樂內容所創立的娛樂公司為出發點，現在不只是在音樂產業，包括藝能、電視劇、電影等，將擴大事業範圍到整個大眾文化產業。

## 歷史
尹鍾信所創立的公司，原名Mystic89，於2014年與演員經紀專門的「Family Actors」公司，還有音樂專門的「Apop Entertainment」合併，以「Mystic89與家族」的形式統整公司名稱。
接著於2015年1月9日正式將公司更名為Mystic娛樂，Mystic娛樂是涵蓋Mystic89、Apop Entertainment、AKIM三個音樂廠牌，和演員品牌Mystic Actors的統合，包含了正式完整的作為一家綜合性娛樂公司出發的意義。
2017年3月30日，SM娛樂公告投資Mystic娛樂，以28%股份成為最大投資者。
2019年3月25日, Mystic娛樂改名為 MYSTIC STORY。

## 旗下藝人

### 创作者
- 趙英哲
- 吕云鹤[6]
- 金伊娜

### Mystic Story
合并过去旗下厂牌Mystic89、APOP、AIKM所属艺人。
- 尹鍾信
- 金榮澈
- 信治琳
  - 夏琳
  - 曹政治
- 佳人
- Brown Eyed Girls
- 鄭珍雲
- Eddy Kim
- 孫太辰
- LUCY
- 赵延浩
- Billlie
- 金鎮洙
- 梁在雄
- Daybreak (乐队)（2024年—）[7]
- 鄭仁
- ZONA
- ANODE
- ARrC

### Mystic Actors
前身是Family Actors，於2015年更名Mystic Actors為是保有許多有個性和能力的演員的演員品牌。
- 朴赫權
- 金錫勛
- 朴善宇
- 李昌勋
- 趙漢善
- 鄭泰祐
- 太恆浩
- 李政赫
- 吴东旻
- 李宇泰
- 金江珉
- 金載原
- 河在淑
- 金成恩
- 鄭柔美
- 盧蘇珊娜
- 吳英珠
- 徐智秀
- 高旻示
- 李智媛
- 宋智吾
- 梁大赫（2024年—）[8]
- 崔里（2024年—）[9]
- 鄭雲鮮（2025年—）[10]
- 崔睿圣（2025年—）[11]
- 金瑞亨（2025年—）[12]

### 練習生
- 金承閔（MIX NINE）
- 李道允（K-pop Star）（MIX NINE）

## 过往艺人
- 金煙雨
- 金正憲
- 朴志胤
- 張少妍
- 申素律
- 金藝琳
- 嚴正化
- JeA
- 金敏書[13]
- 李奎翰
- 金基邦
- 大谷亮平
- 金思權
- 金曙羅
- 朴時妍
- 李周妍
- 安美娜
- 韓彩雅
- 刘珠慧
- 張準宥
- 張元亨
- 李贊炯
- 曺炯雨
- SOHLHEE
- DUCKBAE
- Giant Pink
- Bray
- Miryo
- 洪子（2021-2024年）[14]
- 金詩雅
- 申宰辉
- 吳知恩
- 黃寶凜星（2020年—2024年）[15]

### 練習生
- 黃知敏（MIXNINE）
- 李修敏（PRODUCE 101）（K-pop Star 6）（MIXNINE）Billlie預備成員
- 竹內美宥（PRODUCE 48）前AKB48成員、Billlie預備成員